# Сумління

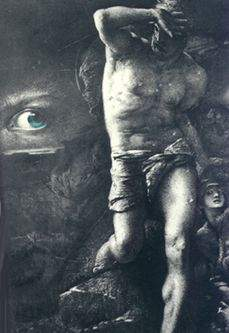
Франсуа Шіффляр (1825—1901), Сумління (за Віктором Гюго)

Сумління — етична відповідальність за свою поведінку перед собою та оточенням.

## Визначення совість
За англійським словником Вебстера, поняття сумління має такі значення:
1
- Моральна свідомість взагалі
- Діяльність або здатність, що знаходиться між правильним та помилковим (справедливим та несправедливим, добрим та злим) у своїй власній поведінці та характері.
- Дія або сила морального розрізнення (моральної проникливості, моральної розбірливості, моральної здатності розрізняти)
- Етичне судження або етична чуттєвість

2
- Відповідність та узгодженість у поведінці щодо власного розуміння правильного та неправильного
- Свідомість

У англійській мові термін conscience (сумління) запозичений з французької, а у французькій — з латинського conscientia, що є поєднанням латинських слів com (разом, з) та scire (знати).

## Вужчий аналіз сумління як діяльності застосування знання
На противагу, середньовічний філософ Фома Аквінський визначає сумління так:
«Сумління, з іншого боку, не є здатністю чи спроможністю, але, простіше кажучи, діяльністю свідомого використання наших знань до того, що ми робимо: слідкуючи за тим, що ми робимо і що не робимо, видаючи закони про те, що ми повинні зробити чи не повинні робити, і захищаючи чи звинувачуючи нас, коли ми поводимося добре чи негідно. Ми не завжди займаємося такими діяльностями, але наша вдача перейматися ними, а особливо наша вправність (обізнаність) у першопричинах називається синтерезисом (лат. synteresis) і є завжди присутньою, так деколи це саме моральне чуття зветься нашим сумлінням.» Тобто для Фоми Аквінського свідомість безпосередньо пов'язана зі знанням людини, знанням закарбованим у пам'яті і завжди присутнім. Виходить, немає знання — немає сумління, що не є можливим, оскільки знання є властивою ознакою особистості та безпосередньо пов'язане з існуванням будь-якої людини. Арістотель починає книгу «Метафізика» з речення: «За природою, всі люди пристрасно прагнуть знати» (англ. By nature all men long to know). А знання людина черпає з середовища та культури, в якій вона виховується. Причому воно не є постійним, оскільки зміст та обсяг знань відповідні до часу, віку та обставин. Можна говорити про подібність сумління людей, вихованих у тому ж суспільному середовищі, про різний рівень моральних суджень людей з особливо відмінних країн (у загальному, розуміння добра — характерне всім людям). Проте висновок, що високоосвічені (з широкими знаннями) люди мають високий рівень вірного сумління, не був би цілком коректним (нацист Ґеббельс, наприклад, був доктором і в той же час діяв усупереч будь-якому здоровому глузду), хоча досить імовірним. Повстає питання взаємозв'язку волі та знання і їхньої взаємодії, взаємозв'язку емоцій та знання, питання прагнень людини, коли, наприклад, під дією жадібності, гніву, заздрості чи через корисливу мету з нахилом до ненаситності, людина діє всупереч своїм знанням або шукає знання, які б мотивували чи прискорили досягнення, наприклад, користолюбних цілей. Можна зробити висновок, що люди високо емоційні, зі слабкою силою волі (де негативні емоції — пристрасті — беруть верх над позитивними знаннями), але з широкими знаннями найчастіше зазнають докорів та страждань сумління. Хоча знання першопричин та основна моральна розбірливість (убити не можна, красти не можна, тощо) притаманні навіть неосвіченим і дикунам.

## Загадка примусового нахилу знання та діяльності знання (сумління) до добра
Цікаво, що в діяльності знання (тобто сумлінні) злочинець намагається часто виправдати свої навіть цілком очевидні злі вчинки. Навіть Гітлер чи Сталін вбивства певних категорій людей називали «очищенням», «чистками» і при цьому пропагували «високі ідеали». Бомбардування Іраку мотивувалося заради «доброї» мети, тощо. Представлення своїх дій як «добра» є обов'язковим для сприйняття людьми. Звідси необхідність риторики, популізму, розголосу, тощо. Добро знову ж таки може визначатися різними людьми інакше, але воно повинно бути завжди «добром». Є, звичайно, люди, що свідомо чинять зло, але, знову ж таки, їх дії мають якісь корисливу («добру») мету — в кінці, якесь, як правило, матеріальне «добро» чи чуттєва насолода як «добро». Людині не властивий потяг до гіршого заради гіршого, тобто до зла як кінцевої мети. Завжди мусить бути «вигода-добро».

## Абсолютизм сумління— зв'язок із вродженим нахилом волі людини до добра
Потяг знання людини до добра, керування за принципом добра (навіть інколи повністю перекривленого через вплив негативних почуттів чи нелогічного міркування), є загадковим. Його можна назвати моральним законом добра і він чітко пов'язаний з вродженим нахилом волі людини до добра чи з «вкарбованим знанням добра» в розумі. Зв'язок сумління саме з цим «вкарбованим, вродженим нахилом до добра» є загадковим, діяльність саме цього «примусового тяжіння до добра, вродженої печатки вправи добра» щодо нашої поведінки голосом сумління у вузькому значенні. Звідси можна говорити про суверенність та незалежність сумління, яку також зауважив Оріген.
Оріген (III ст.) дає наступне визначення сумління: «Я зауважую незалежність у сумлінні, у тому, що воно тішиться та радіє добрими вчинками, у той час як воно не визнається винним, але осуджує (оголошує догану) душу, з якою воно близько пов'язане. Отже, моє переконання є в тому, що сумління є тим самим, що дух».

## Теологічний аспект
«І я пильно дбаю про те, щоб завсіди мати сумління невинне щодо Бога й людей» Апостол Павло в Діях 24:16.
Українською мовою сумління також називається совістю. Обидва слова можуть бути перекладеними як співзнання, співрозуміння. Таке ж значення іншими мовами: conscience — англійською, samvittighet — норвезькою тощо. Усім відомі глибокі вирази сумлінний, сумлінно, добросовісний, безсовісний, що вживаються знову ж таки лише про людську істоту, для тварини вони зовсім не суттєві. Фома Аквінський визначає сумління як дію застосування знання добра і зла в стосунку до того, що робимо, робили чи зробимо. Дивовижний «моральний закон» вказує людині, яка поведінка є доброю, а яка — негідною. Усі люди, навіть ті, які сумніваються в існуванні Бога, усвідомлюють, принаймні неясно, що кожен мусить робити добро й уникати зла. Природне призначення волі людини — любити та шукати духовне добро. Це моральне зобов'язання могло б бути встановлене лише Божественною мудрістю, вічний закон якої наказує та скеровує всі істоти до їхньої мети. Цей внутрішній моральний закон є також одним із незаперечних доказів існування Бога, оскільки скерування нашої волі до морального добра передбачає божественного розумного дизайнера та керівника. Це підтверджує Св. Павло, коли говорить про поганів, що «виявляють діло Закону, написане в серцях своїх, як свідчить їм сумління та їхні думки, що то осуджують, то виправдують одна одну» (Римлян 2:15). Важливість чистоти сумління та думки наголошувалась в багатьох поганських релігіях. Так, стародавні перси-зороастрійці називали його даена і твердили, що на гострому, як лезо, Чінват-мості кожна душа зустрічається зі своїм сумлінням, що супроводжує душу до остаточного місця призначення. Відомо, що британські правителі довіряли зороастрійцям Бомбею через їхню чесність, якою вони славились. Але не забуваймо, що зороастрійці були поганами і в своєму незнанні вклонялися не Христу, а Місяцю, Сонцю та різним поганським божествам.
Феномен людського сумління, безперечно, належить до найдивовижніших речей цього світу. Православне вчення називає сумління «голосом Бога в людині». Розпізнавання морального добра та зла — характерна властивість людини, на відміну від інших творінь. Ми знаємо, коли чинимо неправоту, навіть коли намагаємося переконати себе в протилежному. Сумління обдурити неможливо — як і неможливо ошукати Бога. Старозавітний мученик Йов говорить про Бога як Такого, Хто знає його сумління: «Бо тепер ось на небі мій Свідок, Самовидець Мій на висоті…» (в англійському перекладі Самовидець перекладено виразом «Він — котрий знає моє сумління») Йова 16:19. Як би не намагалася людина, Невидимий Свідок тривожитиме нас, де б ми не були, Свідок завжди стежитиме, «знає бо серце твоє, що багато разів також ти лихословив інших» Кн. Еклезіястова 7:22. Тварини не мають цього «внутрішнього голосу». Лев не має найменшого жалю, коли розриває буйвола, для кота миша — не жертва, кит у найбезжалісніший спосіб може пожерти сотні живих риб щоденно. Але людина може невимовно страждати від докорів сумління після найменшого злочину. Єдиного слова достатньо, аби завдати собі жалів та докорів сумління на решту життя. Чуттєвість людського сумління вражає думку будь-кого спроможного мислити.
Із Писання відомо, що сумління може бути занечищеним і злим: «Для чистих все чисте, а для занечищених та для невірних не чисте ніщо, але занечистилися і розум їхній, і сумління.» (Павло до Тита 1:15). Саме гріх нищить та спалює людське сумління, як наголошує святий Павло: «Грішачи так проти братів та вражаючи їхнє слабке сумління, ви проти Христа грішите» (1 Посл. Павла до Кор. 8:12). Як можна помітити з попередньої цитати, сумління може бути слабким або міцним. Нищить сумління й гріховна неправда: «Хто в лицемірстві говорить неправду, і спалив сумління своє» (1 Посл. Павла до Тимофія 4:2).
Центр нашого духу можна очистити та омити від злого сумління: «То приступімо з щирим серцем, у повноті віри, окропивши серця від сумління лукавого та обмивши тіла чистою водою!» (Євреїв 10:22). Як це можливо? Апостол Петро дає на це відповідь: «Хрещення — не тілесної нечистоти позбуття, але обітниця Богові доброго сумління, — спасає тепер і нас воскресінням Ісуса Христа.» (Апостол Петро, 1 Посл. 3:21). Таким чином, таїнство водного хрищення у прощенні гріхів завдяки Дорогоцінній Крові та перемозі Ісуса Христа над дияволом і смертю є єдиним ключем людини до неба. Свята Кров Господа очищає та вдосконалює наше сумління: «скільки ж більш кров Христа, що Себе непорочного Богу приніс Святим Духом, очистить наше сумління від мертвих учинків, щоб служити нам Богові Живому!» (Павло до Євр. 9:14).
Звідси й надзвичайна важливість таїнств святого хрещення та причастя. Через святе причастя, еліксир безсмертності, Сам Христос вселяється в людину. Китайські імператори та алхіміки тратили маєтки, щоби відшукати еліксир життя, який би дарував безсмертя людині, робили експерименти, що коштували життя деяким з них. Для християнина сьогодні такий еліксир доступний, фактично, у будь-якій місцевості, де є православна церква. Православна Церква життям багатьох святих свідчить про сотні випадків тілесного нетління по смерті та надприродного благоухання від тіл святих, що відійшли в Небесний Єрусалим.
У старозавітні часи для древніх євреїв єдиним способом очищення від гріха була жертва ягняти, козляти чи голуба Господу, але, як говорить Павло, ці жертви очищали лише тіло: «Приносяться дари та жертви, що того не можуть вдосконалити, щодо сумління того, хто служить, що тільки в потравах та в напоях, та в різних обмиваннях, в уставах тілесних — установлено їх аж до часу направи. Але Христос, Первосвященик майбутнього доброго, прийшов із більшою й досконалішою скинією, нерукотворною, цебто не цього утворення, і не з кров'ю козлят але з власною кров'ю увійшов до святині раз та й набув вічне відкуплення.» (Євр. 9:9-12). Цікавим фактом є те, що в Старому Заповіті термін «сумління⟩ зустрічається лише тричі, тоді як у Новому — 28 разів і майже винятково Святим Павлом, апостолом, до поган і 3 рази Святим Петром, апостолом, до євреїв. Отже, чистота серця та сумління посідає значно важливіше місце в Новому Заповіті. Старий Заповіт просякнутий постановами щодо очищення тіла, тоді як Новий — очищенням серця і сумління. Саме Кров Христа очищає таємні глибини серця й сумління людини. Добре і очищене сумління стає джерелом любові та добрих плодів: «Мета же наказу: любов від чистого серця, і доброго сумління, та нелукавої віри» (І Посл. Св. Павла до Тимофія, 1:5). Такий же наказ дає нам Св. Петро: «Майте добре сумління, щоби тим, хто вас обмовляють, немовби злочинців, були посоромлені лихослівники вашого поводження в Христі» (І Посл. Св. Петра 3:16).

### Мунізм
В теології Церкви Об’єднання совість розглядається як «горизонтальна» проєкція первозданної душі людини, що зберігає внутрішній потяг до добра навіть після гріхопадіння. При цьому критерії добра, які «диктує» совість відрізняються від первозданного еталону. Відтак життя «за совістю» не гарантує єдності з Богом; потрібно жити за первозданною душею, яку людина мала до гріхопадіння. «Божий Принцип» пояснює, що «наша первозданна душа й совість спонукають нас відкидати зло й наближатися до добра»; при цьому «справжнім суб’єктом совість є Бог», оскільки саме через Нього совість може отримати абсолютний етичний орієнтир.
Попри те, що суб’єктом совість залишається Бог, критерії, якими воно керується, можуть спотворюватися під впливом культури, освіти, ідеології чи пропаганди. Тому головним завданням духовного життя вважається посилення "первісного" голосу совісті, щоб подолати егоїзм і відновити свою істинну природу. Мун підкреслював, що совість «важливіше за батьків і вчителів», закликаючи людей відновити її вертикальний зв’язок із Творцем, аби вона знову виконувала функцію непомильного морального компаса.

## Синонімічний термін «Совість»
У традиційній та сучасній українській літературній мові синонімом слова «Сумління» є термін «Совість», які є практично рівноцінними за своїм сутнісним значенням. Але в наукових публікаціях філософсько-етичного спрямування часто вживається вислів «сумління совісті» (або «муки совісті»). Тому науковці частіше вживають термін «Совість».